# Seiya Nakano (Fußballspieler)

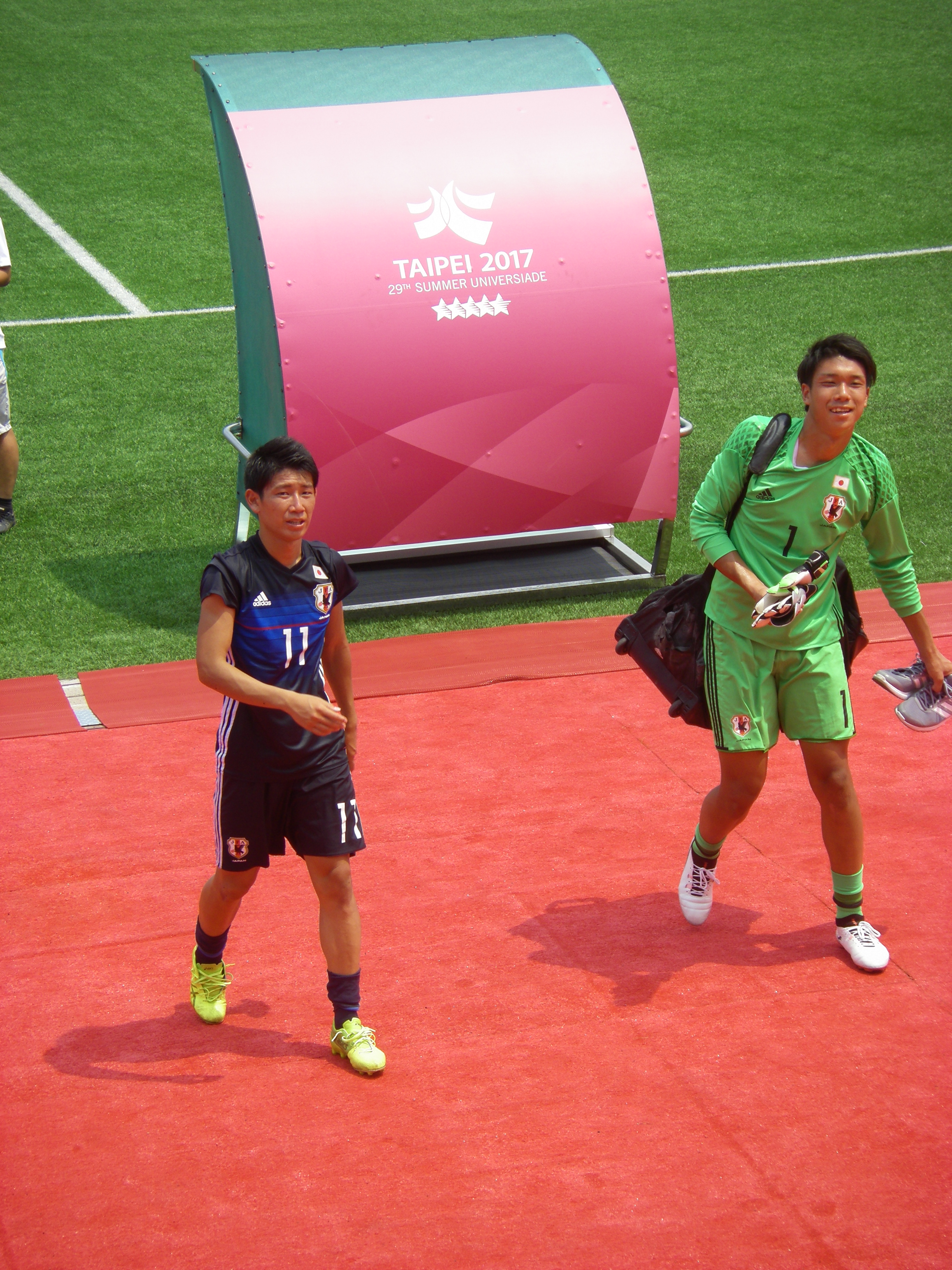
Seiya Nakano (links) und Takumi Nagaish (2017)

Seiya Nakano (japanisch 中野 誠也 Nakano Seiya; * 23. Juli 1995 in der Hamamatsu) ist ein japanischer Fußballspieler.

## Karriere
Nakano erlernte das Fußballspielen in der Jugendmannschaft von Júbilo Iwata und der Universitätsmannschaft der Universität Tsukuba. Von Juli 2017 bis Saisonende wurde er an seinen Jugendverein Júbilo Iwata ausgeliehen. Der Verein aus Iwata spielte in der höchsten japanischen Liga, der J1 League. Nach der Ausleihe wurde er Anfang 2018 von Iwata fest unter Vertrag genommen. Im Mai 2019 wurde er an Fagiano Okayama bis Saisonende ausgeliehen. Mit dem Verein aus Okayama spielte er 24-mal in der zweiten Liga. 2020 kehrte er nach der Ausleihe nach Iwata zurück. Nach insgesamt 43 Spielen für Iwata wechselte er im Januar 2021 zum Zweitligisten Ōmiya Ardija. Im Juli 2024 wechselte er auf Leihbasis zum Drittligisten Azul Claro Numazu. Hier bestritt er sieben Ligaspiele. Die Saison 2025 wurde er an den Drittligisten Vanraure Hachinohe verliehen.